# Cecil Clementi Smith
No confundirlo con su sobrino Cecil Clementi, quién también sirvió como gobernador de la colonia de Singapur.

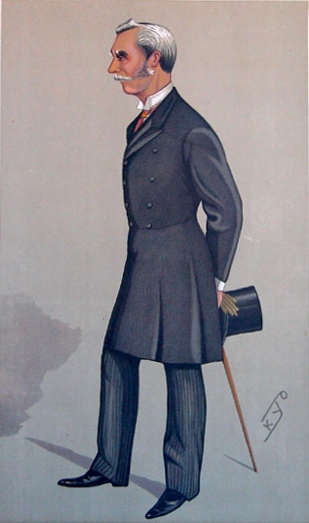
"Colonias del Estrecho"Clementi Smith siendo caricaturizado en Vanity Fair, enero de 1892

Cecil Clementi Smith GCMG (23 de diciembre de 1840– 6 de febrero de 1916), fue un administrador colonial británico.

## Profundidad
Hijo del rector de Essex, John Smith, y su esposa Ceceilia Susanna Clementi (hija de Muzio Clementi), Cecil Clementi Smith recibió su educación en St Paul's School y el Corpus Christi College, Cambridge. En 1864 empezó su carrera de servicio civil como intérprete de cadete en Hong Kong, aprendiendo mucho sobre la cultura china y gradualmente se convirtió en un académico formado de la cultura china.

## Servicio civil

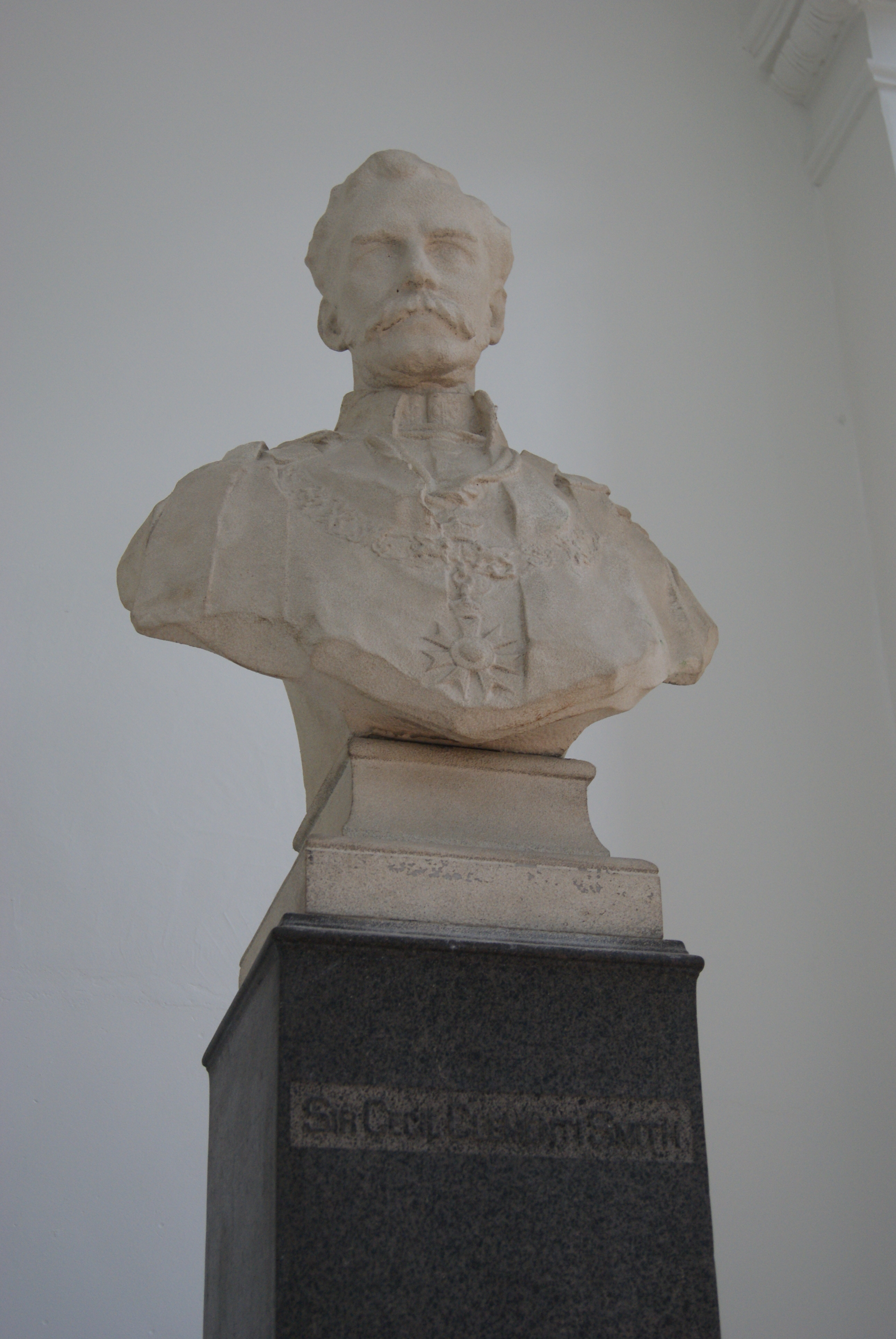
Un busto de Clementi Smith en la Sala de conciertos Victoria

En 1878 Clementi Smith asumió el cargo en Singapur como secretario colonial en el Colonias del Estrecho, y la escasa educación del gobernador Frederick Weld. Su conocimiento de la cultura china y dominio del idioma le resultó útilmente para comunicarse eficazmente con líderes de la creciente comunidad china. Se hizo conocido por su destacado labor en reprimir sociedades secretas chinas en las colonias del estrecho, como aquellos que aterrorizaron a los lugareños de Singapur durante décadas. También establezca las becas de la Reina en 1889 para financiar brillante Singaporean alumnado a más allá sus estudios en universidades británicas superiores.
En 1887 fue nombrado gobernador de las colonias del estrecho y alto comisionado de malaya hasta 1893. Un gobernador popular, la comunidad local china solicitó el deseo de continuar su gobierno cuando dejó Singapur en 1893.
Posteriormente,  fue vicegobernador de Ceilán, y el Maestro de la compañía de merceros en 1897. Fue presidente de la comisión de investigación en los disturbios de Trinidad en 1903, y fue jefe de la delegación británica en la Conferencia internacional del Opio en La Haya en 1909.[cita requerida]

## Familia

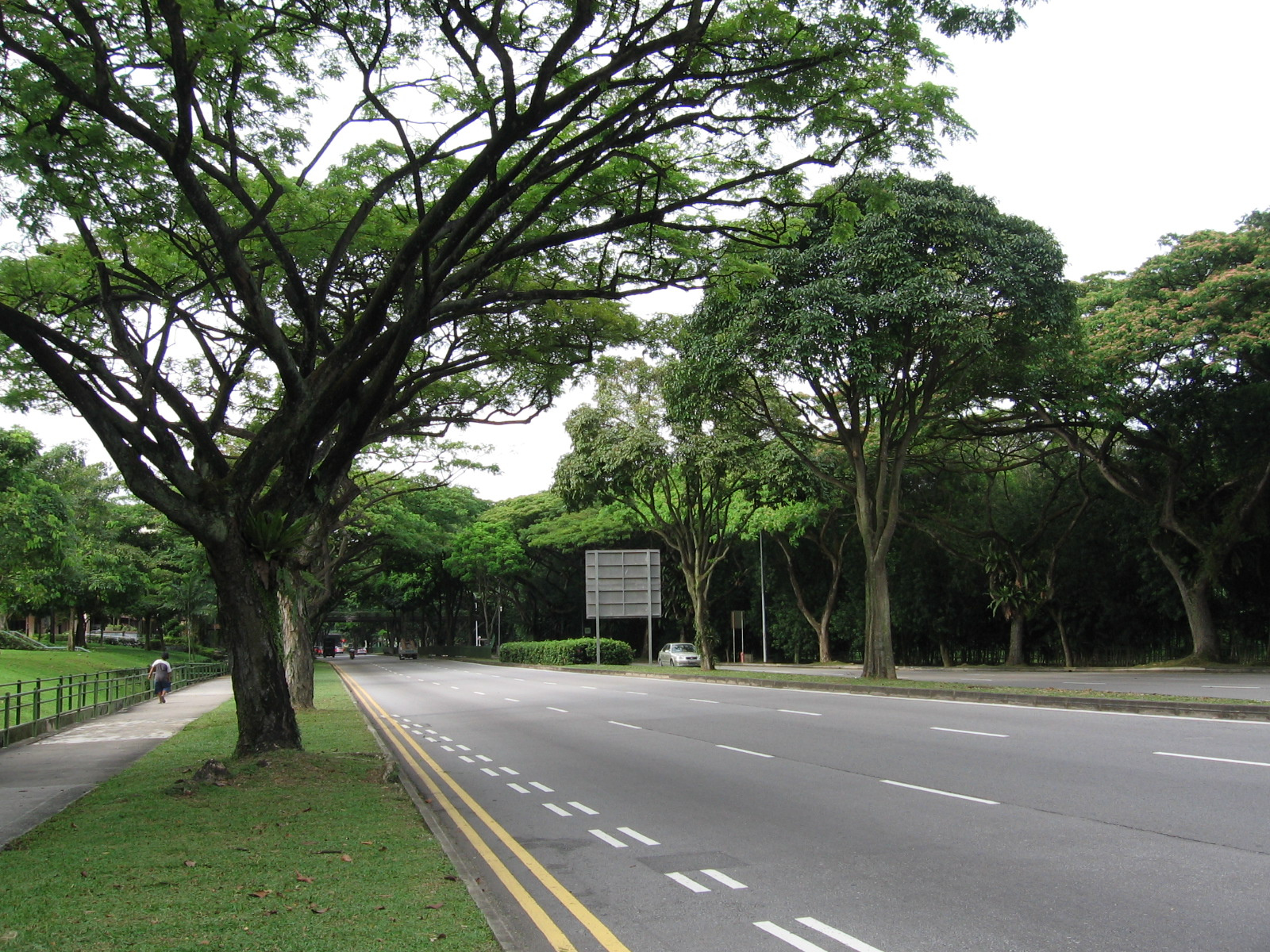
Una vista de árbol-tachado Clementi Road, nombrado después de su muerte

Clementi Smith se casó con Teresa Alice Newcomen en 1869,  tuvieron dos hijos, Beatrice (nacida en 1872) y Eustace (nacido en 1879, y próximamente un teniente coronel). Clementi Smith murió en Welwyn Garden City, Welwyn Hatfield, Hertfordshire, Inglaterra, a los 77 años de edad. Su sobrino fue Sir Cecil Clementi quién también sirvió como gobernador de las colonias del estrecho y en otros cargos administrativos en Hong Kong y Singapur.

## Legado
Clementi Road (anteriormente Reformatory Road) y el barrio de Clementi en Singapur occidental fueron nombrados en su honor.